# Busung

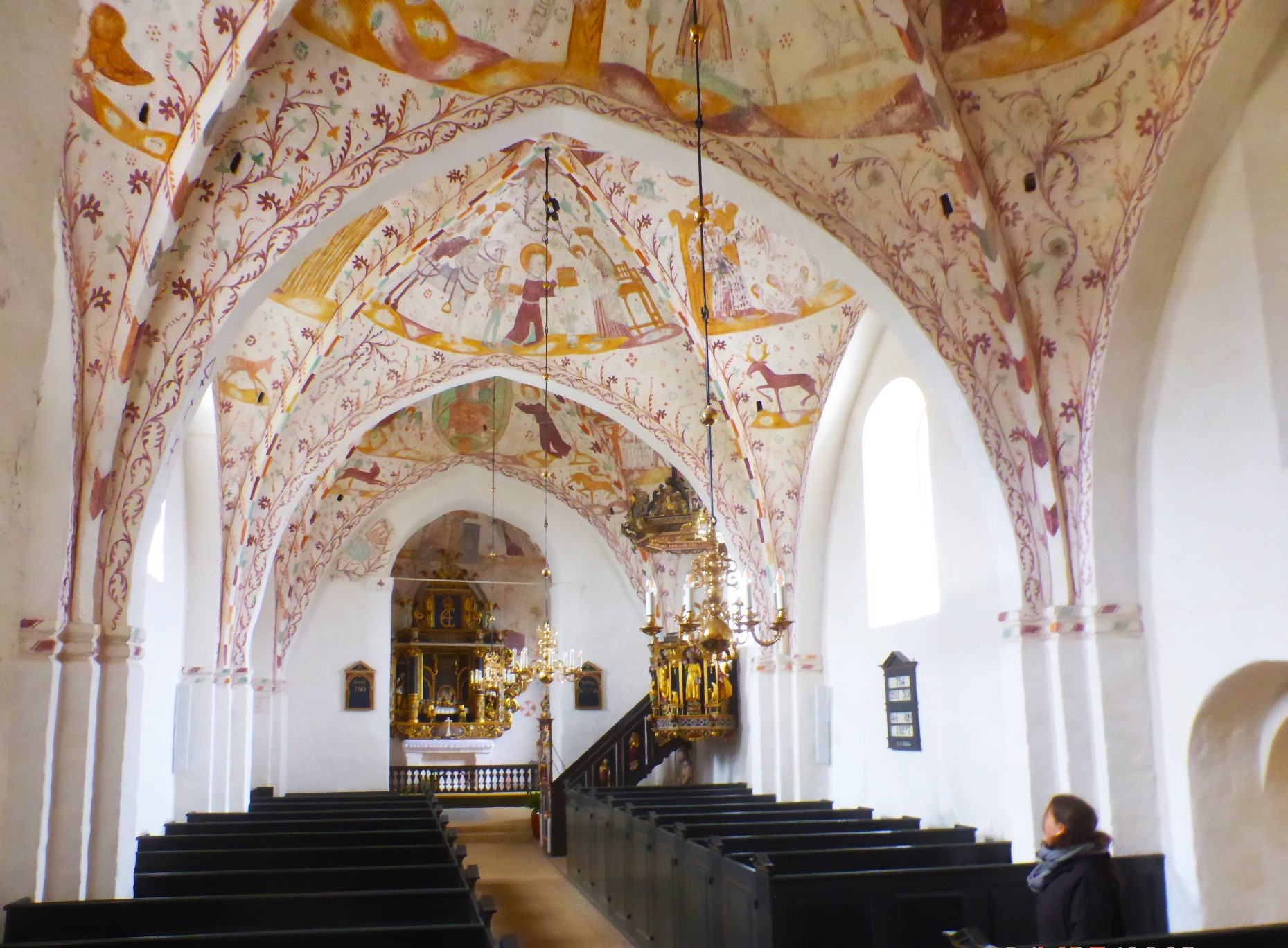
Gebuste Gewölbe in der Kirche von Elmelunde (Møn, Dänemark)

Busung bezeichnet in der Architektur eine nach oben gerichtete, sphärische Ausbauchung des Gewölbes, insbesondere die Überhöhung der Gewölbekappen des Kreuzgewölbes, so dass der Schnittpunkt der Kappen höher als der Scheitelpunkt der Gurtbogen und Schildbogen liegt.
Die Busung akzentuiert die Gewölbegrate gestalterisch. Die wie ein mehr oder weniger aufgeblasenes Segel aussehende Ausbauchung selbst ist vom Fußboden aus selten genau zu erkennen und offenbart sich zumeist erst im Draufblick von oben, also vom Dachraum aus.

## Beschreibung

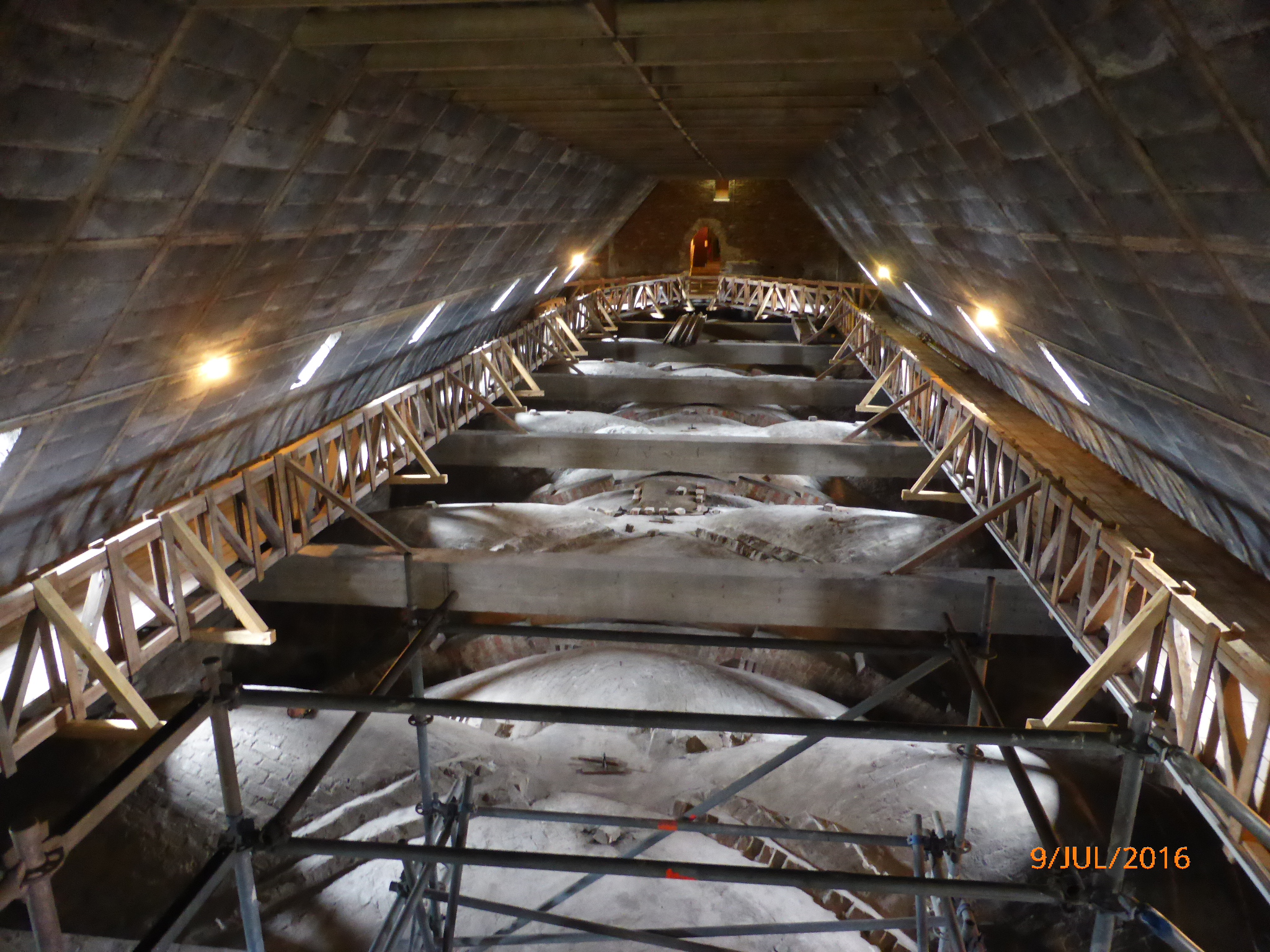
Gebuste Gewölbe der Marienkirche Lübeck, Blick vom Dachraum

Ein Kreuzgewölbe wird durch die diagonalen Grate oder Rippen in vier „Kappen“ unterteilt; wenn diese gebaucht sind, spricht man von gebusten Kappen. Wenn das Gewölbe insgesamt gebaucht ist, so dass es zur Gewölbemitte hin ansteigt, wird von einem „gebusten Gewölbe“ gesprochen.
Der Übergang zum Domikalgewölbe oder Platzgewölbe, einem kuppelartig überhöhten Rippengewölbe, ist fließend.

## Beispiele
- Katharinenkirche des ehemaligen Augustinerklosters in Aachen
- St. Maria zur Höhe in Soest
- Einwölbung frühgotischer Bauteile in zahlreichen mecklenburgischen Dorfkirchen (unter anderem Altkalen, Basse, Bellin, Hohen Mistorf, Hohen Sprenz, Jördenstorf, Kavelstorf, Kessin, Mestlin, Petschow, Sanitz, Wattmannshagen)
- Architekturhistorisch besonders bedeutsam sind die sogenannten „Anjou-Gewölbe“ in Angers und Umgebung.
- Auch mehrere Großkirchen in Portugal haben gebuste Gewölbekappen (z. B. Kathedrale von Leiria, Konkathedrale von Miranda do Douro, Ex-Kathedrale von Elvas).

Galerie
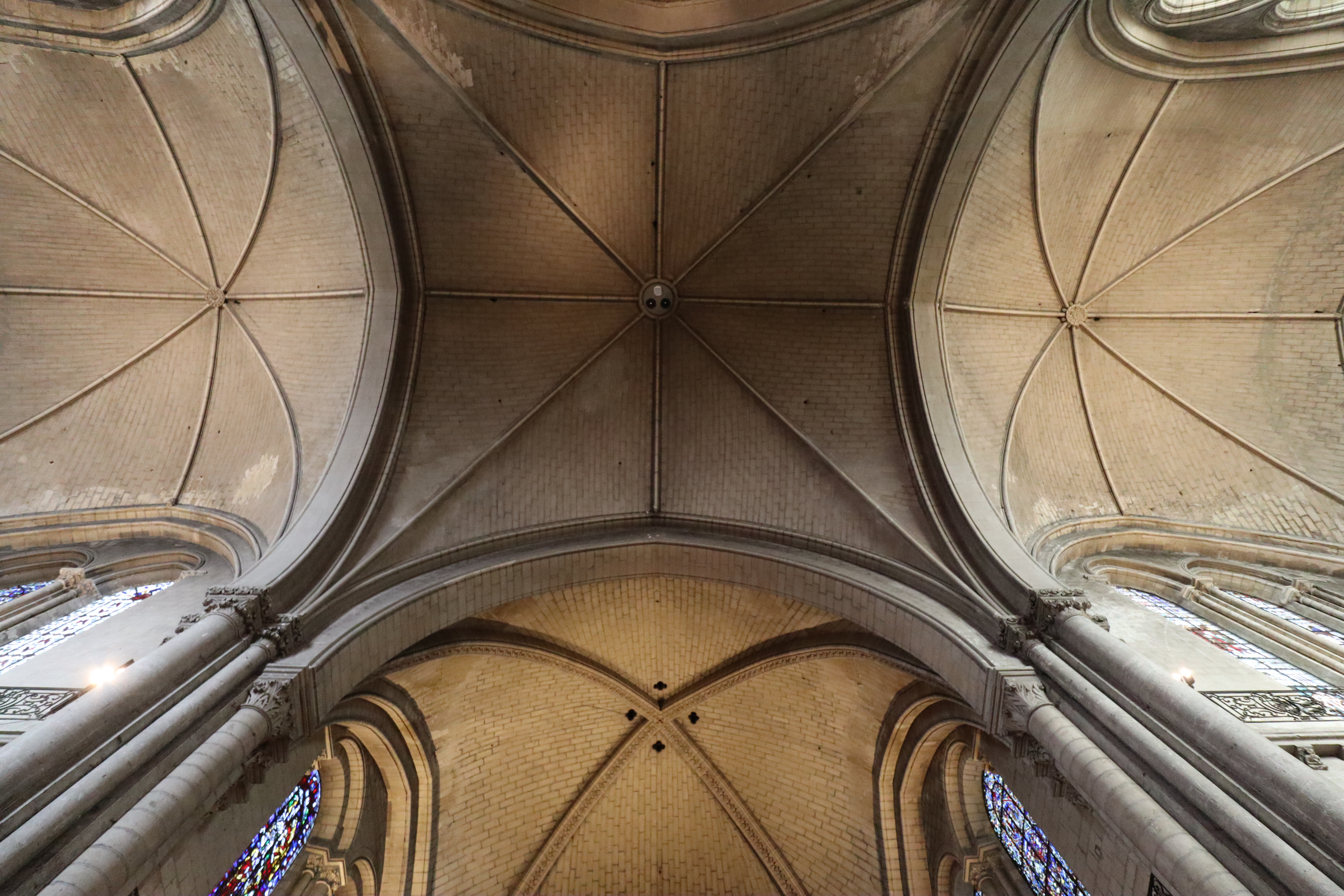
„Anjou-Gewölbe“ in der Kathedrale von Angers
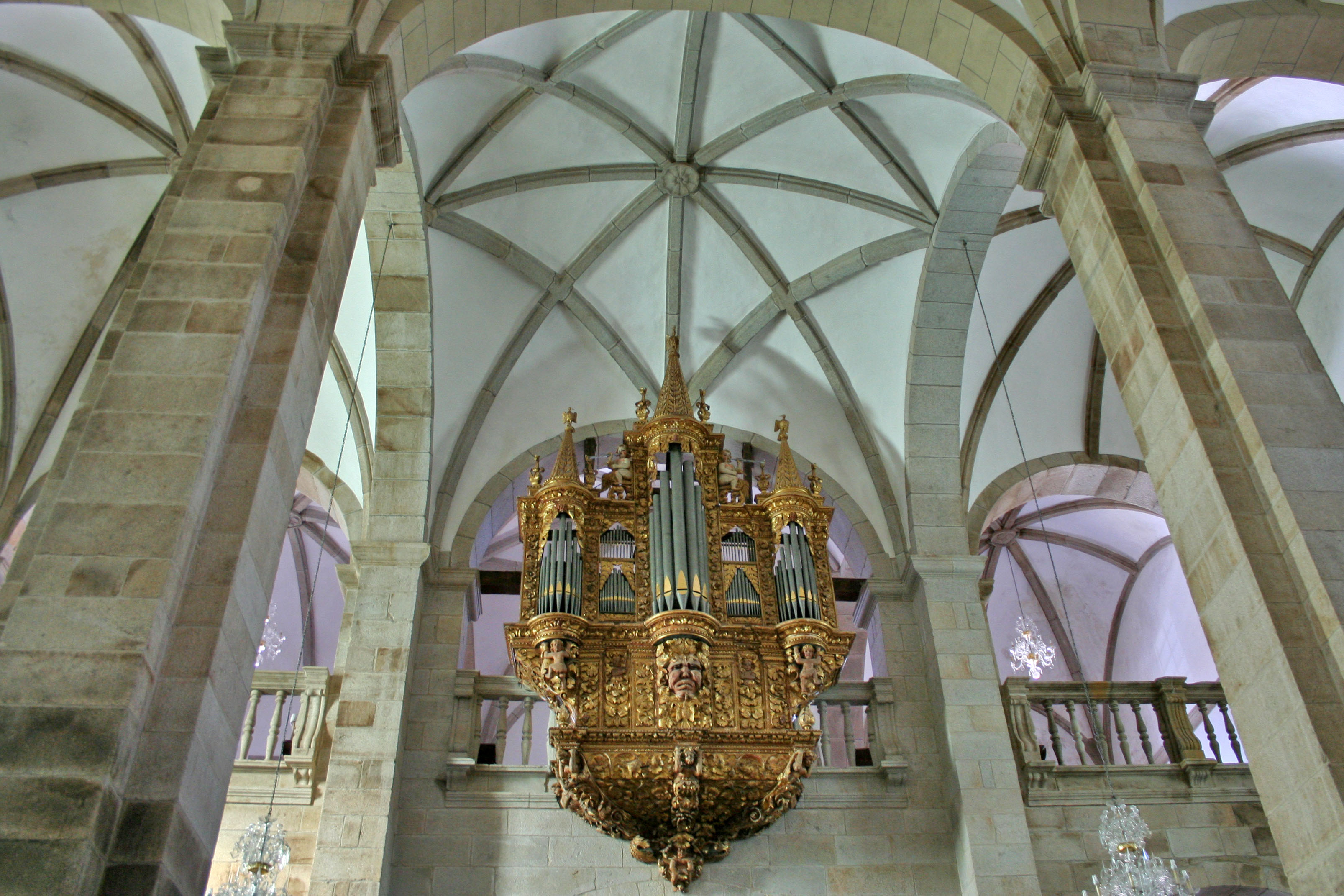
Konkathedrale von Miranda do Douro, Portugal